# Miconia clathrantha
Miconia clathrantha là một loài thực vật có hoa trong họ Mua. Loài này được Triana ex Cogn. mô tả khoa học đầu tiên năm 1891.